# Maud Daverio de Cox
Maud Daverio de Cox (Buenos Aires[cita requerida], 3 de julio de 1931 -Buenos Aires, 1 de diciembre de 2023) fue una escritora, profesora y activista argentina.

## Biografía
Estudió Literatura comparada de la Universidad de Carolina del Sur y fue profesora de Literatura francesa en la Universidad de Charleston.
Contrajo matrimonio con el periodista británico Robert Cox, fue madre de Peter, Victoria, Robert, David y Ruth Cox. Por denunciar crímenes de la última dictadura, se exilió con su familia a Charleston, Estados Unidos en 1979.
Publicó varios libros. En 2021 escribió el libro Salvados. A 45 años de la dictadura argentina, que tenía prólogo de Cox que fuera reeditado en 2021.
Falleció el 1 de diciembre de 2023 a los 92 años, en Buenos Aires.

### Libros
- 2001, Salvados
- 2006, Sueños, misterios y fantasmas de Buenos Aires.
- 2009, El exilio y el otro
- 2013, Memorias desde el puente Oberbaum
- 2017, Testimonio del antiguo pueblo de San Martín.